# Guido Reni
Guido Reni (Bolonya, 4 de novembre del 1575 - Bolonya, 18 d'agost del 1642) fou un pintor italià famós del classicisme romà-bolonyès. Va formar part del grup d'artistes de l'acadèmia fundada pels Carracci, dita Accademia degli Incamminati (dels ben encaminats), i en fou un dels millors alumnes. A partir del seu viatge a Roma, va estar sempre protegit per alts càrrecs de l'Església i de la noblesa italiana.

## Biografia
Nascut a Bolonya en una família de músics, Guido Reni era fill de Danieli Reni i Ginevra de’ Pozzi. Una errònia tradició que ve de finals del segle xvii, el donava com nascut a Calvenzano di Vergato. L'any 1584, segons l'historiador italià Carlo Cesare Malvasia, que va conèixer en vida al pintor, va deixar els seus estudis de música, i als nou anys, va entrar com aprenent al taller del bolonyès Denys Calvaert. Poc després, se li van unir al taller Albani i Domenichino. Pot ser que també hagi tingut un període d'aprenentatge amb un pintor dit Ferrantini. Quan Reni tenia uns vint anys, els tres deixebles de Calvaert van marxar a un taller rival en aquells dies emergent, dit Accademia degli Incamminati (Acadèmia dels ben encaminats o progressius), dirigida per Lodovico Carracci. Van formar el nucli de la prolífica i reeixida Escola de pintors bolonyesos que van seguir a Annibale Carracci a Roma. Com molts altres pintors bolonyesos, la pintura de Reni era d'estil temàtic i eclèctic.
El primer quadre seu conegut és La coronació de la Verge, 1595/1598, al que va seguir el que va guanyar un concurs convocat pel senat de Bolonya el 1598 per a commemorar la visita a la ciutat del papa Climent VIII.

## Obra a Roma
A la fi de 1601, Reni i Albani s'havien traslladat a Roma per a treballar als equips a les ordres de Annibale Carracci en decoracions al fresc del Palau Farnesio. Durant el període 1601-1604, el seu principal mecenes va ser el cardenal Sfondrato. Es considera que una de les seves obres mestres, és el sostre pintat al fresc per Reni de la gran sala del jardí, dita Casino dell'Aurora, i que se situa en terrenys del Palazzo Pallavicini-Rospigliosi. El Casino va ser, en principi, un pavelló encarregat pel cardenal Scipione Borghese; la part posterior dona a la Plaça Montecavallo i al Palau del Quirinal. El gran fresc representa a Apol·lo al seu carro precedit per l'Aurora que porta la llum a aquest món. L'obra és continguda dintre del seu classicisme, copiant imatges de sarcòfags romans, i mostrant molta més simplicitat i contenció que el bulliciós Triomf de Bacus i Ariadna de Carracci del Palau Farnesio. Reni amb aquesta pintura s'aproxima més a la línia severa i greu de pintors com Cavaliere d'Arpino, Lanfranco, Albani i la seva Escola de pintura mític-històrica, i menys amb els frescs, més de caràcter més populós, de Pietro da Cortona.

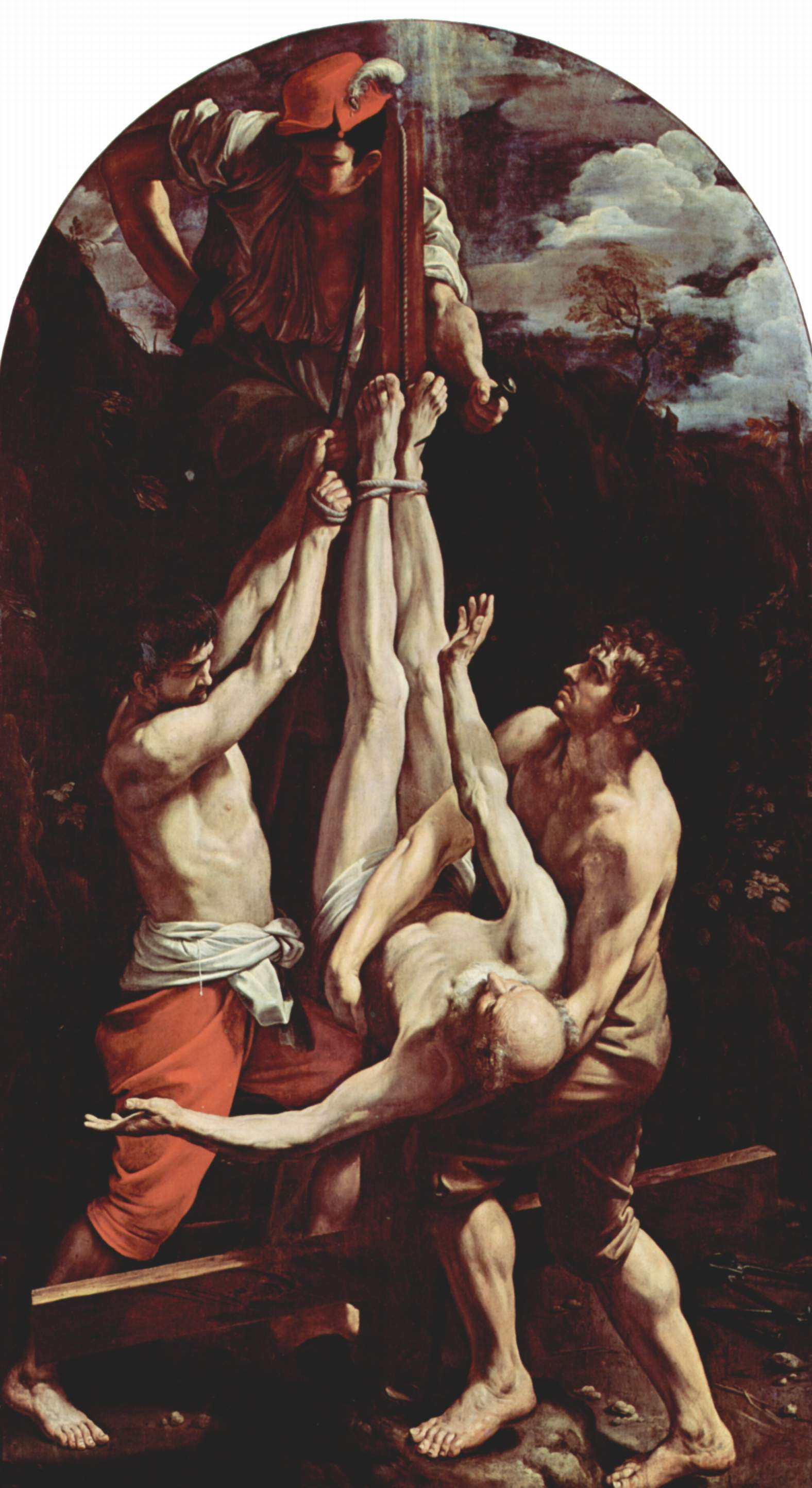
Crucifixió de Sant Pere. Pinacoteca Vaticana.

Per als anys 1604-1605, va rebre un encàrrec independent per a un retaule que es col·locaria a la Basílica de Sant Pere del Vaticà de la Crucifixió de Sant Pere. Després d'un breu viatge a Bolonya, va tornar a Roma per a convertir-se en un dels primers pintors durant el papat de Pau V (Camilo Borghese). Des dels anys 1607-1614, va ser un dels pintors protegits pels Borghese.

### Anàlisi de laCrucifixió de sant Pere.
És una obra realitzada a l'oli sobre taula de fusta, té unes dimensions de 305 X 171 centímetres, i va ser executada a la seva primera època de l'arribada a Roma, inspirada en una altra de Caravaggio sobre el mateix tema del martiri de sant Pere. A la composició, al clarobscur i al dibuix és on es manifesta més la gran influència que tenia Caravaggio sobre ell. Destaca la verticalitat de sant Pere, només trencada amb el traç horitzontal del seu braç esquerre que fa desviar la mirada de l'espectador cap al color vermell que és el que vitalitza tot l'ambient. La resta de la composició està formada pels el·lipses dels braços dels seus botxins. Gran impacte és el que acumula la sang al cap del sant que contrasta amb la pal·lidesa de la resta del cos al qual ja no fluïx la sang.

## Obra a Nàpols i retorn a Bolonya
L'any 1622, Reni va viatjar a Nàpols per un encàrrec per a pintar el sostre a una capella de Sant Gennaro. No obstant això, a Nàpols, els altres pintors locals destacats, incloent a Belisario Corenzio, Giovanni Battista Caracciolo i Josep de Ribera, eren molt combatius contra els pintors forans, i va córrer la remor que van conspirar per a enverinar a Reni, o lesionar-li d'alguna altra manera. Va passar breument per Roma, però va abandonar aquesta ciutat sobtadament, durant el pontificat d'Urbà VIII, després de rebre una reprimenda del Cardenal Spinola.

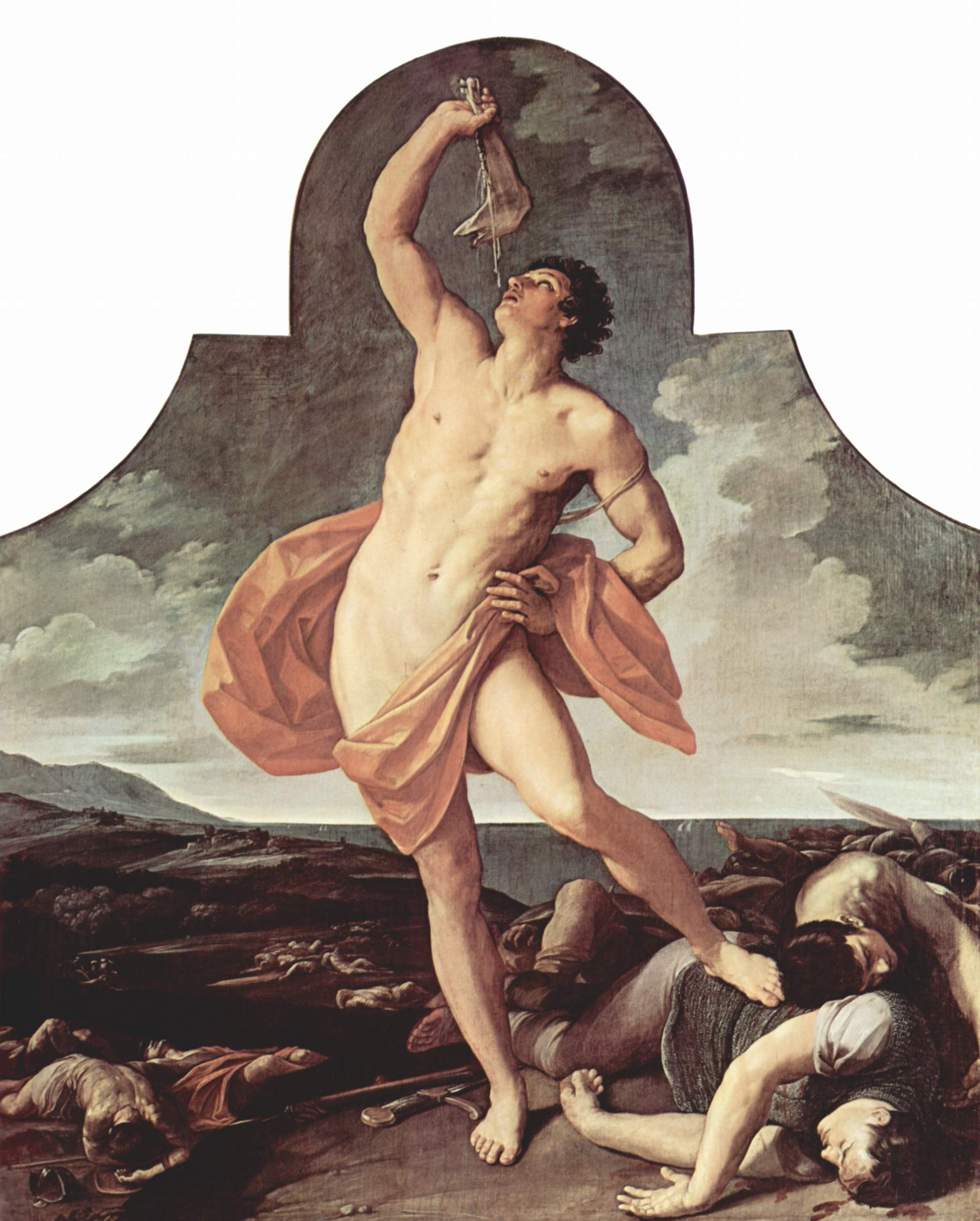
Samsó victoriós a la Pinacoteca Nazionale de Bolonya.

De retorn a Bolonya, de forma més o menys permanent, Reni va establir un taller reeixit i prolífic. Va rebre l'encàrrec de decorar la cúpula de la capella de Sant Domènec a la Basílica de Sant Domènec a Bolonya, produint com a resultat el radiant fresc Gloria di San Domenico, una obra mestra que pot ser comparada amb l'exquisida Arca di San Domenico. També va contribuir a la decoració de la Capella del Rosari a la mateixa església, amb una Resurrecció.
El seu retaule de Samsó victoriós presenta unes figures estilitzades pròpies del manierisme. Amb contrast, la seva Crucifixió i Atalanta i Hipómenes presenten un dramàtic moviment en diagonal juntament amb els efectes de llum i ombra que traïxen la influència de Caravaggio. La seva turbulenta i violenta Massacre dels innocents està pintat d'una manera que recorda a Rafael.
Reni va morir a Bolonya l'any 1642. Va ser enterrat, on vint-i-tres anys després també ho va ser la pintora i principal ajudant Elisabetta Sirani, a la Capella del Rosari de la Basílica de San Domenico a Bolonya.

## Anàlisi de la seva obra
La pintura de Guido Reni conté una estructura forta i melodiosa al mateix temps, dintre d'un exaltat tractament del tema que tracta, oferix una pintura autèntica. Presenta dos termes en contrast: el cristià i la bellesa pagana.
Es pot inscriure dintre del barroc italià amb un naturalisme cap al tenebrisme. A les seves últimes obres, s'aprecia el misteri de la llum i l'ombra a l'Adoració dels pastors i a les figures solitàries, que es conserven als Museus Capitolins de Roma, que ho duu cada vegada més cap a una abstracció immaterial.
Autor admirat a l'Espanya del segle xviii, compte amb bona presència al Museu del Prado, La Verge de la cadira i una versió de la seva Hipòmenes i Atalanta a més de la que es conserva al Museu de Capodimonte. El Louvre conté vint dels seus quadres. Set a la National Gallery de Londres, de les quals la més interessant és una petita Coronació de la Verge, pintada sobre coure i que probablement és de data anterior a la marxa del pintor a Roma.
|  |  |

Entre els mesos de febrer i maig del 2008, es realitza una exposició en Dulwich Picture Gallery de Londres, on es mostren sis de les set versions diferents conegudes del Sant Sebastià fetes per Reni, procedents de diversos museus del món, ha faltat la del museu del Louvre al no creure prudent el seu trasllat per la fragilitat que mostra el quadre. Les diferències més grans que s'aprecien entre ells són les representacions del sant Sebastià amb els braços enlaire i amb diverses sagetes clavades o les quals està lligat amb les mans darrere de l'esquena i amb només una sageta.

## Obres
| Imatge                          | Nom                             | Descripció | Mides         | Localització                     |
| ------------------------------- | ------------------------------- | --- | ------------- | -------------------------------- |
| La Matança dels Innocents       | La Matança dels Innocents.      | La pintura realitzada l'any 1611, és arquetipus del classicisme. Tot és perfecte i pensat, no obstant això, sens dubte desprèn una emoció i un gran dramatisme                                                                                  | 268 X 170 cm. | Pinacoteca Nazionale Bolonya     |
| La Nativitat de la Verge        | La Nativitat de la Verge.       | Pintat entre els anys 1609 i 1611, forma part d'uns dels conjunts més grans realitzats amb altres artistes dels "Incamminati". | 360 X 335 cm. | Palau del Quirinal. Roma         |
| La Verge del Roser.             | La Verge del Roser.             | Pintada l'any 1631 sobre seda ja que havia de servir com estendard. Se li diu també Dosel del Vot o Retaule de la Pesta, perquè estava oferta per la ciutat de Bolonya com ex-vot per la terrible epidèmia de pesta que havia sofert la ciutat. | 382 X 242 cm. | Pinacoteca Nazionale de Bolonya. |
| Retrat de la mare de l'artista. | Retrat de la mare de l'artista. | Imatge clàssica de la mare de l'artista, realitzat el 1632, amb un bell rostre però amb representació de la fermesa autoritària que la model devia tenir amb el seu fill.                                                                       | 64 X 55 cm.   | Pinacoteca Nazionale de Bolonya. |
| Sant Sebastià                   | Sant Sebastià.                  | Quadre de l'any 1640, al qual, l'artista, ha expressat amb gran mestratge l'equilibri de la composició amb una bona anatomia, un sentit de la levitat de la matèria.                                                                            | 232 X 135 cm. | Pinacoteca Nazionale de Bolonya. |
| L'Adoració dels pastors         | L'Adoració dels pastors.        | Aquesta pintura és una de les últimes de Guido Reni. La forta lluminositat que crea la composició està realitzada amb una gran riquesa de solucions pictòriques. El resultat és la creació d'un tranquil misteri.                               | 485 X 350 cm. | National Gallery de Londres.     |
| Lucrècia                        | Lucrècia.                       | Obra de l'última època del pintor, dels anys 1640/1642, amb la preocupació per assolir una immaterialitat cada vegada més pura. | 91 X 73 cm.   | Museus Capitolins. Roma.         |
| La noia de la corona            | La noia de la corona.           | També de l'últim període de l'artista entre els anys 1640/1642, quan el seu classicisme cristià es desprèn gairebé totalment de crear imatges religioses, tractant aquesta pintura amb una gran naturalitat i amb aire poètic.                  | 91 X 73 cm.   | Museus Capitolins. Roma.         |

### Altres obres

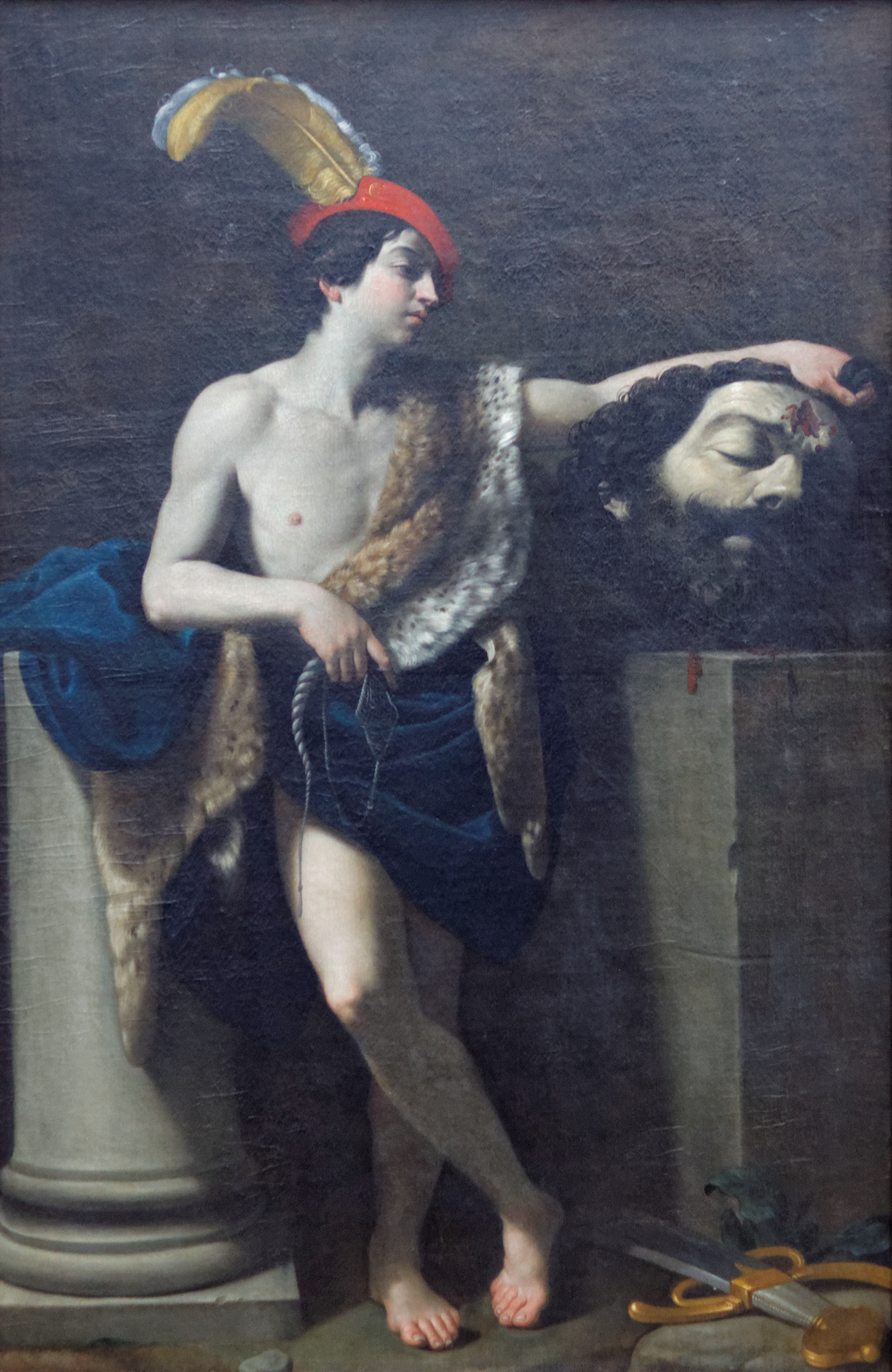
David amb el cap de Goliat. Museu del Louvre. Paris.

- 1600- La Resurrecció. Basilica de San Domenico. Bolonya.
- 1600- Santa Cecilia i quatre sants. Església de San Luigi dei Francesi, Roma.
- 1605- Sant Pere i Sant Pau. Pinacoteca de Brera, Milà.
- 1606- Santa Cecilia. Norton Simon Museum of Art. Pasadena.
- 1605- David amb el cap de Goliat. Museu del Louvre, París.
- 1608- La Construcció de l'arca de Noe. Museu de l'Ermitage, Sant Petersburg.
- 1608- Coronació de la Verge. National Gallery de Londres.
- 1612- Atalanta i Hipomenes. Museu del Prado, Madrid.
- 1622- Atalanta i Hipomenes. Museo de Capodimonte, Nàpols.
- 1615- Negació de Pere. National Gallery de Londres.
- 1615/1620- Jove Bacus. Palau Pitti, Florència.
- 1620- Bacus i Arianna. Country Museum of Art, Los Angeles.
- 1623- Crist coronat d'espines. Art Gallery of Ontario, Toronto.
- 1623- Baptisme de Crist. Kunsthistorisches Museum, Viena.
- 1627- Maria Magdalena. Rijksmuseum, Amsterdam.
- 1629- L'Anunciació.Museu del Louvre. Paris.
- 1635- Sant Josep amb el Nen Jesus.Museu de l'Ermitage, Sant Petersburg.
- 1638- Santa Caterina. City Art Gallery, Manchester.
- 1640- Salomé amb el cap de Joan Baptista. Art Institute, Chicago.
- 1641- Magdalena penitent. Pinacoteca Ambrosiana, Milà.
- 1642- Sant Josep amb el Nen Jesús. Museu diocesà, Milà.